# Porte-queue abrogé
Satyrium titus
Espèce
Le Porte-queue abrogé (Satyrium titus) est un insecte lépidoptère de la famille des Lycaenidae de la sous-famille des Theclinae et du genre Satyrium.

## Dénomination
Satyrium titus a été nommé par Fabricius en 1793.

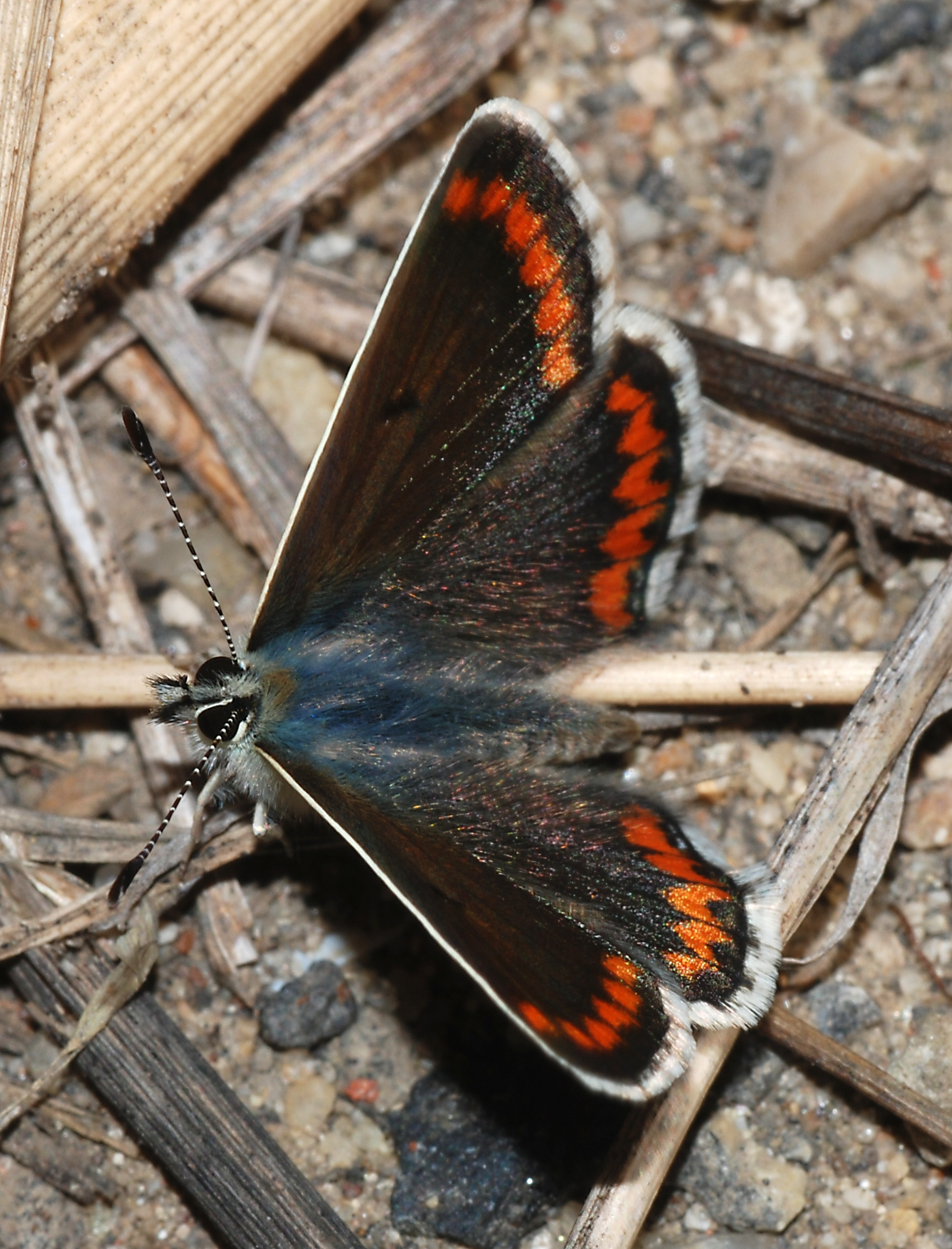
Porte-queue abrogé

### Sous-espèces
- Satyrium titus titus au Canada
- Satyrium titus immaculosus dans les Prairies au Canada

### Noms vernaculaires
Le Porte-queue abrogé est appelé Coral Hairstreak en anglais.

## Description
C'est un petit papillon au dessus marron, avec ou sans ligne marginale de taches orange, sans queue aux ailes postérieures.
Le revers est de couleur claire avec aux ailes postérieures une ligne submarginale de taches de couleur corail (qui lui a donné son nom vernaculaire en anglais) doublée d'une ligne de taches noires cerclées de blanc. Aux ailes antérieures l'ornementation peut comprendre les taches corail ou se réduire à deux lignes de marques noires cerclées de blanc,.

### Chenille
La chenille est vert jaunâtre et ornée de marques roses.

## Biologie

### Période de vol et hivernation
Il vole en une génération, de juin à fin août.
Il hiverne à l'état d'œuf.

### Plantes hôtes
Ses plantes hôtes sont des espèces du genre Prunus (le merisier Prunus avium, le prunier rouge américain Prunus americana, et le cerisier de Virginie Prunus virginiana) et l'Amélanchier à feuilles d'aulne Amelanchier alnifolia,.

## Écologie et distribution
Il est présent dans le centre et le nord des États-Unis et au Canada, dans le sud du Québec, de l'Ontario, de la Colombie-Britannique et de l'Alberta.

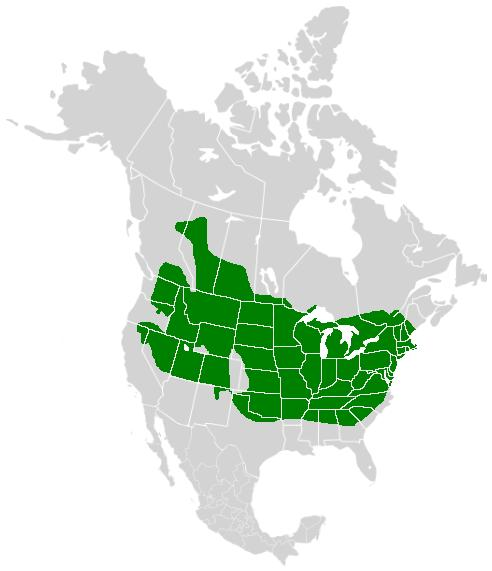
Répartition

### Biotope
C'est un lépidoptère des prairies et des bords de route.

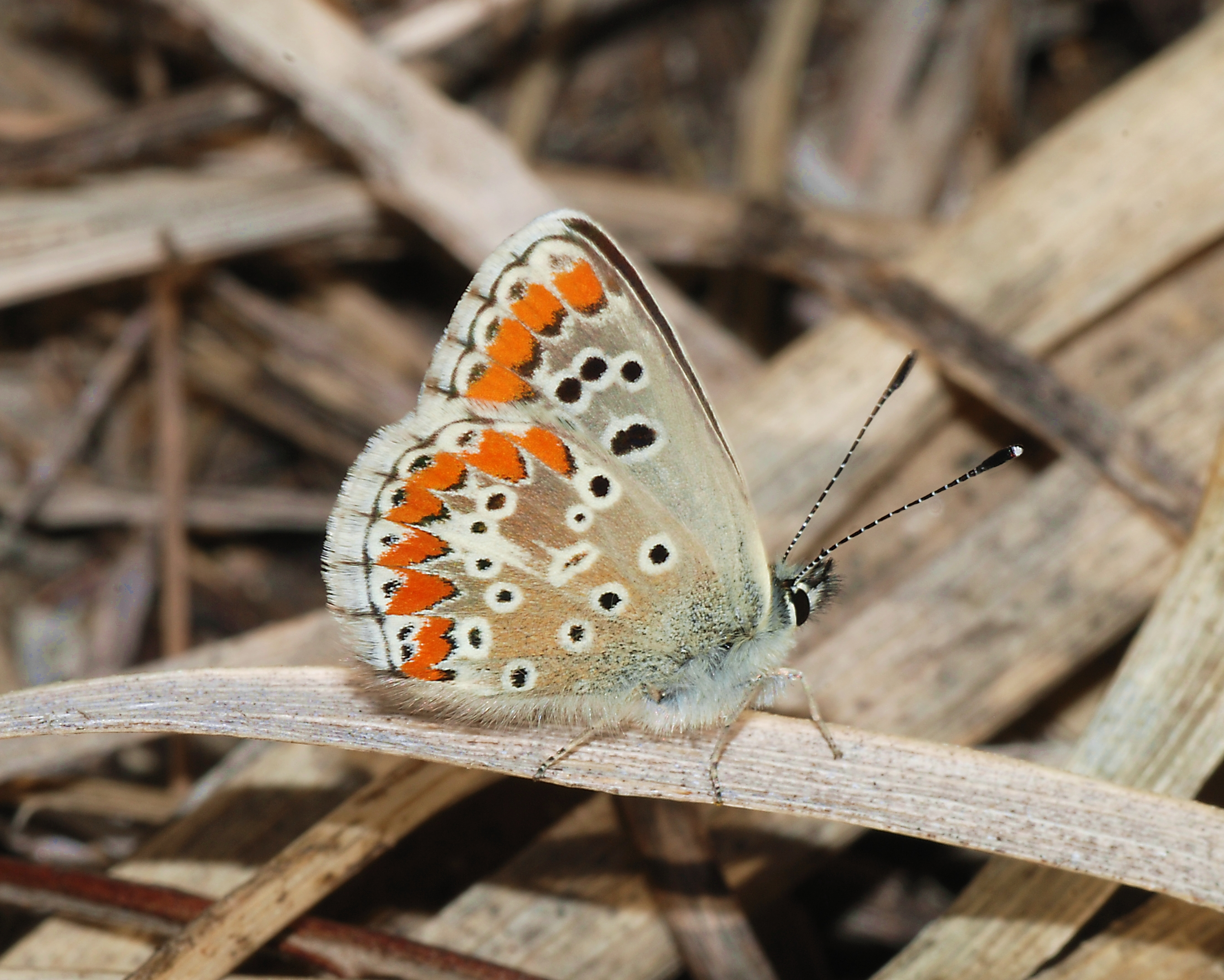
revers

### Protection
Pas de statut de protection particulier.